# Уинналл, Сэм
Сэм Уинналл (англ. Sam Winnall); 19 января 1991, Вулвергемптон, Англия) — английский футболист, полузащитник клуба «Бертон Альбион».

## Клубная карьера
Уинналл начал свою профессиональную карьеру в клубе одного из низших дивизионов — «Херефорде». В «Херефорде» сыграл несколько матчей, после чего перешёл в 2010 году в «Бертон Альбион»
За «Бертон» Сэм провёл 12 матчей, в которых забил 7 мячей в ворота соперников. Этим выступлением заинтересовал скаутов из «Вулверхэмптона».
Летом 2011 года Сэм Уинналл перешёл в «Вулверхэмптон», где провёл всего лишь 1 матч (на кубок) в составе.
С начала сезона 2014/15 выступает за клуб «Барнсли».

## Позиция на поле
Уиннал играет на позиции чистого нападающего. В Англии его сравнивают с легендарным Аланом Ширером.